# RAC105
RAC105 es una cadena de radio privada de Cataluña, España, que emite una radiofórmula musical de tipo AC. Nació el 23 de diciembre de 1982 y la licencia pertenece a la sociedad cooperativa Ràdio Associació de Catalunya, aunque inicialmente la emisora fue explotada por la radio pública catalana (Catalunya Ràdio) hasta que en 1998 pasó a formar parte del Grupo Godó.
En la actualidad la emisora está gestionada por la sociedad Ràdio Associació de Catalunya, propiedad del Grupo Godó y sus estudios están situados en el número 477 de la avenida Diagonal de Barcelona.
Emite solo en frecuencia modulada en Cataluña, dónde también emite en la TDT, en Andorra, Comunidad Valenciana y Baleares, fuera de estos territorios exclusivamente en Internet.

## Historia
La emisora es heredera de la que fue fundada el 1929 por Eduard Rifà y Anglada y que gestionaba EAJ 15-Ràdio Asociació de Catalunya, que inició sus emisiones el 19 de abril de 1930. En julio de 1936, al estallar la guerra civil española, la Generalidad incautó la emisora. Finalmente, el 26 de enero de 1939, con la entrada de las tropas franquistas en Barcelona, la emisora fue ocupada por los vencedores de la contienda, pasando a llamarse Radio España 2. La emisora pasó a estar controlada por el nuevo régimen y se prohibieron las emisiones en catalán. El 8 de abril de 1941 el régimen procedió a liquidar la cooperativa, transformándose en una Sociedad Anónima: Radio España Barcelona SA.
Poco después del fin de la dictadura, en 1980, se reconstituye la Sociedad Cooperativa Ràdio Asociació de Catalunya, con el objetivo de recuperar el patrimonio perdido. Finalmente, el 23 de diciembre de 1982, el reconstituido gobierno autonómico de Cataluña, la Generalidad, otorga a Ràdio Associació SCCL la concesión para explotar una emisora en FM en Barcelona, en la frecuencia de los 105 MHz. Medio año más tarde, en mayo de 1983, Ràdio Associació SCCL llega a un acuerdo con ente público de radiotelevisión de Cataluña, la Corporación Catalana de Radio y Televisión, para que este gestione la emisora, formando parte del grupo de emisoras de la Generalidad, como una alternativa a la emisora generalista, Catalunya Ràdio. Nace así el 15 de febrero de 1984 RAC105 (cuyo nombre hace referencia a las siglas Ràdio Associació de Catalunya y a la frecuencia de emisión), con una programación de radiofórmula musical, en lengua catalana.
Tras finalizar el acuerdo de explotación, en 1998 Ràdio Associació SCCL recupera la gestión de la frecuencia y conjuntamente con la empresa RadioCat del Grupo Godó, participa de la creación del nuevo proyecto de radiodifusión privada en Cataluña, manteniendo la oferta de la radiofórmula RAC105 y creando un nuevo proyecto de programación de alcance general con RAC 1.
A partir del 25 de enero de 2010, RAC105 incorpora a su oferta el canal de televisión 105TV, que pasará a denominarse también RAC105. Los dos medios pasarán a partir de lunes a tener la misma imagen gráfica por hacer crecer la marca, por trabajar acciones multimedia en radio y en televisión a la vez, y por poder ofrecer un conjunto de servicios a los oyentes y a los telespectadores mucho más atractivo y completo que la oferta actual de los dos medios. Así también se conseguirá una plataforma más atractiva de cara a los anunciantes y a las exigencias del momento de los mercados publicitarios. Durante la primera semana de febrero RAC105 televisión estrenará tres programas nuevos: Top 105, un programa de novedades discográficas y reportajes d?actualidad; Artista 105, con monográficos dedicados a un artista o conjunto, y Live 105, que ofrecerá actuaciones en directo de artistas nacionales e internacionales. Uno de los principales objetivos es la transversalidad de contenidos entre los dos canales, radio y televisión, que se complementarán a la red con la nueva web de RAC105, que además de ser una referencia musical en Cataluña ofrecerá contenidos orientados al ocio y al entretenimiento.

## Recopilatorios
- RAC105, la fórmula (1998)
- RAC105, cRAC's 105 (1999)
- RAC105, 20 anys (2005)
- RAC105, Grans èxits Edició 06(2006)
- RAC105, Grans èxits Edició 07(2007)
- RAC105, Els èxits de RAC105 i del Fricandó Matiner (2013)

## Frecuencias de RAC105
FM y TDT en Cataluña, las Islas Baleares, la Comunidad Valenciana, el microestado pirenaico de Andorra, la Franja de Aragón y Pirineos Orientales. Fuera de estos territorios exclusivamente vía internet.
 Provincia de Barcelona
- Barcelona: 105.0 FM
- Manresa: 104.8 FM
- Sant Celoni: 91.3 FM
- Vic: 91.8

 Provincia de Gerona
- Gerona: 91.9 FM
- Blanes: 89.0 FM
- Puigcerdá: 91.4 FM
- Palafrugell: 91.4 FM

 Provincia de Lérida
- Lérida: 101.3 FM
- Sort: 91.7 FM

 Provincia de Tarragona
- Tarragona: 89.3 FM
- Tortosa: 94.2 FM

 Andorra
- Andorra la Vieja: 100.2 FM

### Disponibilidad
- Emisión TDT:
  - Cataluña
  - Andorra
- Emisión en FM:
  - Cataluña
  - Andorra
- Internet:
  - En la Actualidad, emite por Internet en el Servicio OTT Tivify (Disponible a nivel internacional)